# حبيل النهي (السبرة)

تعديل مصدري - تعديل

حبيل النهي محلة تابعة لقرية حبيل الدار، التابعة لعزلة بلادالشعيبي العليا بمديرية السبرة إحدى مديريات محافظة إب في الجمهورية اليمنية.، بلغ تعداد سكانها 45 حسب تعداد اليمن لعام 2004.